# Anthidiellum apicatum
Anthidiellum apicatum is een vliesvleugelig insect uit de familie Megachilidae. De wetenschappelijke naam van de soort is voor het eerst geldig gepubliceerd in 1879 door Smith.
De diersoort komt voor in Zimbabwe.